# Ростова
Ростова (пол. Rostowa) — село в Польщі, у гміні Семьонтково Журомінського повіту Мазовецького воєводства.
Населення — 126 осіб (2011).
У 1975-1998 роках село належало до Цехановського воєводства.

## Демографія
Демографічна структура станом на 31 березня 2011 року:
|          | Загалом | Допрацездатний вік | Працездатний вік | Постпрацездатний вік |
| -------- | ------- | ------------------ | ---------------- | -------------------- |
| Чоловіки | 60      | 14                 | 40               | 6                    |
| Жінки    | 66      | 19                 | 38               | 9                    |
| Разом    | 126     | 33                 | 78               | 15                   |